# Jussac

Jussac este o comună în departamentul Cantal, Franța. În 1 ianuarie 2022 avea o populație de 2.040 de locuitori.